# Gecekondu

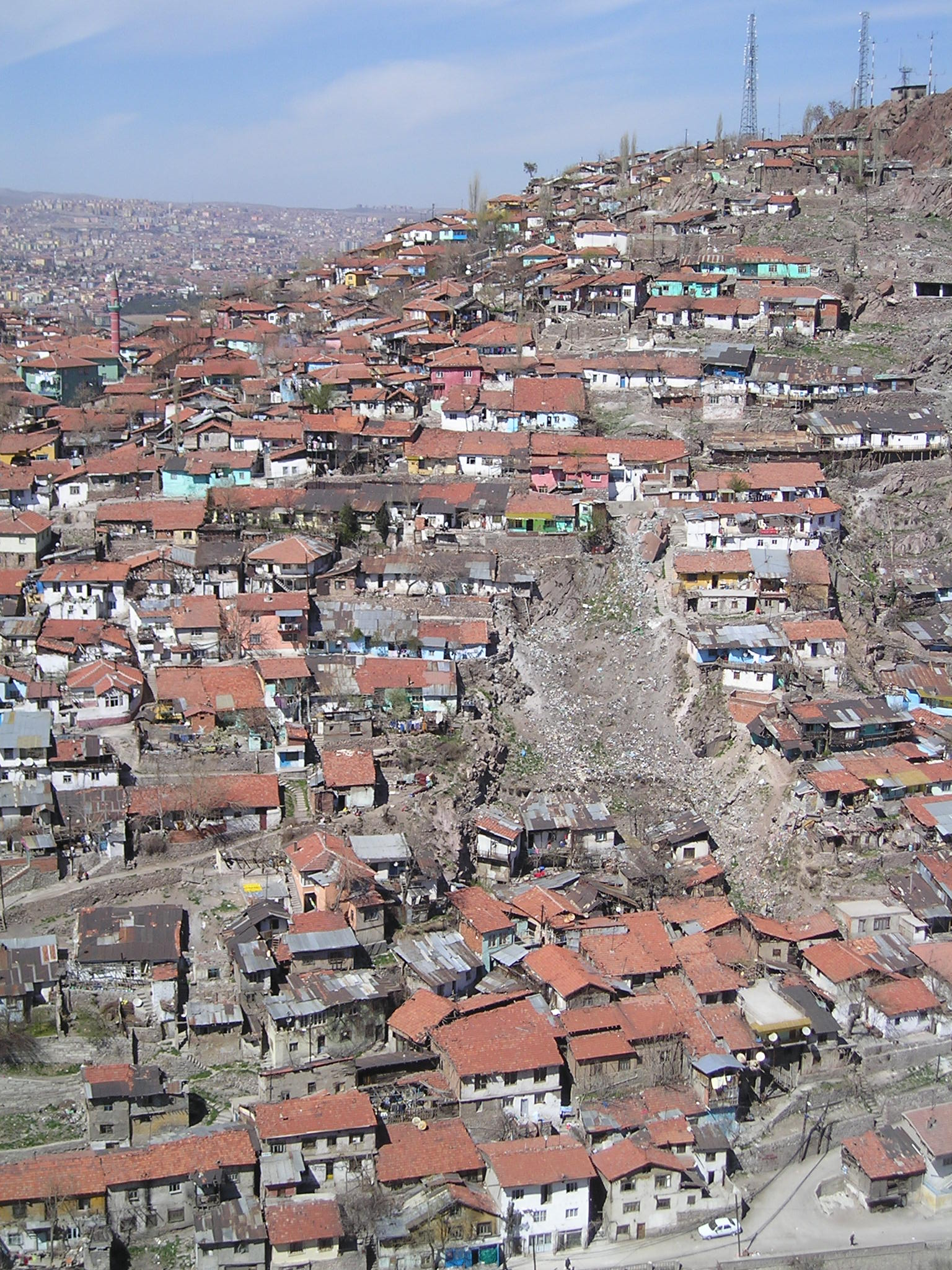
Gecekondu-Siedlung in Ankara

Gecekondu (Mehrzahl: Gecekondular) ist die türkische Bezeichnung für eine informelle Siedlung, also ein ungeplantes Viertel mit primitiven Unterkünften am Rande einer Großstadt, jedoch nicht für einen Slum. Übersetzt bedeutet es so viel wie „über Nacht hingestellt“ (türkisch gece: Nacht).

## Geschichte
Der Begriff wurde zum ersten Mal im Wörterbuch der Türk Dil Kurumu aus dem Jahre 1945 erwähnt.
Oft wird angeführt, dass der Bau der Gecekondular dem alten (osmanisch-islamischen) Gewohnheitsrecht entspringe, wonach ein Haus, das „über Nacht“ auf öffentlichem Grund und Boden errichtet worden ist, nicht mehr abgerissen werden dürfe.
Dies ist jedoch fraglich bzw. wird als Moderne Sage bezeichnet. Dass es ein solches Gewohnheitsrecht gibt, wird in der neueren türkischen Forschung bestritten. 1947 erging ein Abrissgesetz für die Gecekondular in Zeytinburnu/Istanbul. Der türkische Schriftsteller Orhan Pamuk behandelt diese Problematik in seinem Roman Diese Fremdheit in mir.
Um ein Haus tatsächlich in einer Nacht errichten zu können, packen in der Regel viele Leute gemeinsam an. Sobald der zunächst noch provisorische Bau steht, wird er in der Regel nach und nach weiter ausgebaut. Somit wird der Bau tatsächlich nicht in einer Nacht gebaut, steht aber doch plötzlich schnell da.
Obwohl die Gecekondular offiziell nicht gesetzmäßig und somit illegal sind, wird die Errichtung dieser Siedlungen wahrscheinlich auf Grund des wirtschaftlichen Wachstums oftmals von der Regierung geduldet. Das Gecekondu-Gesetz aus dem Jahre 1966 ermöglichte erstmals die Legalisierung dieser Siedlungen. Die Gecekondular sind unter anderem ein Grund dafür, warum es vor allem in den Regionen um Ankara, Istanbul und Izmir in den letzten Jahrzehnten zu einem enormen Bevölkerungswachstum kommen konnte.
In der Vergangenheit kam es bei Zwangsräumungen immer wieder zu Ausschreitungen der Bewohner. Im türkischen Privatfernsehen wurden mitunter heftige Auseinandersetzungen zwischen der Polizei und den Bewohnern ganzer Gecekondu-Viertel gezeigt. Weil die Behörden beabsichtigten, Häuser und Siedlungen, die infrastrukturelle Probleme verursachten, ohne vorherige Ankündigung räumen und abreißen zu lassen, rückte die Polizei mit Wasserwerfern und Tränengas an. Dies führte teilweise zu tagelangen Auseinandersetzungen, die nicht selten blutig verliefen. 
Mit den meist groß angelegten Polizeiaktionen war das Problem der Gecekondu jedoch nicht in den Griff zu bekommen. 
Im Zuge einer friedlicheren Modernisierung gibt es deshalb mittlerweile von Seiten der Stadtverwaltung Ankaras den Kompromiss, aus den ehemaligen Besetzern Eigentümer zu machen. So erhielten viele der dort lebenden Familien einen Grundbucheintrag, was die soziale Stellung der dort lebenden Menschen stärkte.
In vielen Fällen wurden Gecekondular im Laufe der Zeit an die öffentliche Versorgung angeschlossen. Häufig wurden in den letzten Jahren, so in Ankara, auf der Fläche ehemaliger Gecekondular neue Wohnviertel errichtet. Dies geschieht häufig nach dem sogenannten Yapsat-Prinzip (türkisch yap: Bau; sat: Verkauf), bei dem Bauunternehmer mit den meistens eher mittellosen Grundstückseigentümern den Vertrag aushandeln einen Neubau, (meist mehrstöckige erdbebensichere Apartmenthäuser) zu errichten, den Eigentümern aber dafür im Gegenzug einige der Wohnungen überlassen. Vielen ehemaligen Gecekondu-Bewohnern ermöglicht dies den sozialen Aufstieg in den Mittelstand.

## Romantisierung
In Ankara und auch in anderen türkischen Großstädten ist eine Romantisierung der traditionellen Gecekondu-Viertel zu beobachten – beispielsweise indem sich etwa die Ultra-Bewegung um den Fußballverein MKE Ankaragücü heute selbst Gecekondu nennt und in ihren Schlachtrufen und Slogans mit Stolz von dem vermeintlich harten Leben in den Armutsvierteln berichtet wird.